# الحكومة الإماراتية (1990)
حكومة دولة الإمارات العربية المتحدة (1990) هي الحكومة الخامسة في تاريخ دولة الإمارات منذ قيام الاتحاد عام 1971.

## أعضاء مجلس الوزراء
1. الشيخ مكتوم بن راشد آل مكتوم ، رئيس مجلس الوزراء
2. الشيخ سلطان بن زايد آل نهيان، نائب لرئيس مجلس الوزراء
3. الشيخ حمدان بن راشد آل مكتوم ، وزير المالية والصناعة
4. الشيخ محمد بن راشد آل مكتوم، وزير الدفاع
5. حموده بن علي، وزير الداخلية
6. راشد عبد الله النعيمي، وزير الخارجية
7. محمد سعيد الملا، وزير المواصلات
8. حميد بن أحمد المعلا، وزير التخطيط
9. محمد بن أحمد الخزرجي، وزير الشؤون الإسلامية والأوقاف
10. حميد ناصر العويس، وزير الكهرباء والماء
11. سعيد غباش، وزير الاقتصاد والتجارة
12. سعيد الرقباني، وزير الزراعة والثروة السمكية
13. سيف الجروان، وزير العمل والشؤون الاجتماعية
14. سعيد الغيث ، وزير الدولة لشؤون مجلس الوزراء
15. خلفان بن محمد الرومي، وزير الإعلام والثقافة
16. حمد عبد الرحمن المدفع، وزير التربية والتعليم
17. أحمد بن حميد الطاير، وزير الدولة لشؤون المالية والصناعة
18. الشيخ حمدان بن زايد آل نهيان، وزير الدولة للشؤون الخارجية
19. محمد بن صقر بن محمد القاسمي ، وزير الدولة لشؤون المجلس الأعلى
20. الشيخ نهيان بن مبارك آل نهيان، وزير التعليم العالي
21. عبدالله بن عمران تريم، وزير العدل
22. أحمد بن سعيد البادي، وزير الصحة
23. يوسف بن عمير بن يوسف، وزير النفط والثروة المعدنية
24. ركاض بن سالم بن ركاض، وزير الأشغال العامة و اللإسكان
25. الشيخ فيصل بن خالد بن محمد القاسمي ، وزير الشباب والرياضة